# Глобальная сеть мониторинга криолитозоны

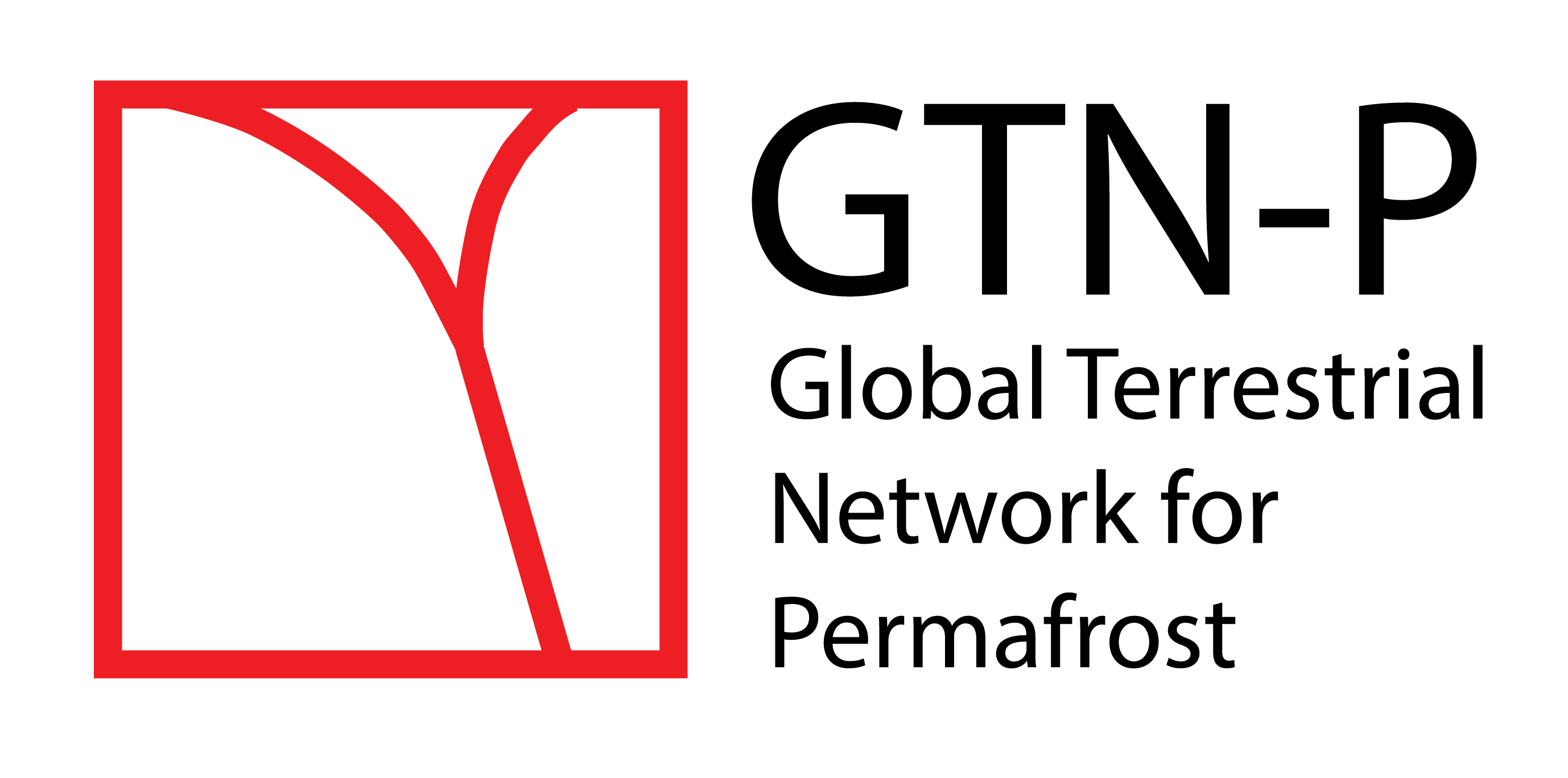
Логотип программы GTN-P

### Сеть глобального мониторинга криолитозоны GTN-P
Сеть глобального мониторинга криолитозоны (GTN-P — Global terrestrial Network on Permafrost) — международная программа по наблюдению за параметрами многолетней мерзлоты, включающая в свою работу сотни учёных и десятки институтов по всему миру. Сеть была создана в начале 1990-х гг. Международной Ассоциацией Мерзлотоведения (МАМ) в рамках Всемирной системы наблюдений за климатом ([Climate observing System — GCOS]) и Глобальной системы наземных наблюдений (Global Terrestrial Observing Network — GTOS). Цель Сети глобального мониторинга криолитозоны заключается в получении исчерпывающей картины пространственной структуры, трендов и изменчивости мощности сезонноталого слоя и температуры многолетнемёрзлых пород. Постоянный мониторинг в рамках GTN-P, с момента его основания, координируется Международной Ассоциацией Мерзлотоведения.

## Параметры мониторинга
Всемирная система наблюдений за климатом и Глобальная система наземных наблюдений совместно разработали 50 регистрируемых параметров состояния и динамики природной среды, среди которых есть многолетняя мерзлота. В рамках сети GTN-P, включающей как опытных, так и молодых исследователей-мерзлотоведов, выделено 2 ключевых параметра:
• Термическое состояние мерзлоты (Thermal State of Permafrost — TSP), выраженное в температуре многолетнемёрзлых пород, измеряемых обширной сетью скважин.
• Толщина сезонноталого слоя, измерения которой ведутся в рамках отдельной Программы циркумполярного мониторинга деятельного слоя (Circumpolar Active Layer Monitoring — CALM).

## Сегменты TSP и CALM
Сегмент TSP был изначально основан в рамках деятельности Геологической службы Канады в Оттаве. Наблюдения TSP в США и России были организованы при финансовой поддержке Национального научного фонда США, а ответственной организацией являлся Университет Аляски (Фэрбенкс). Массив данных температуры мерзлоты находится в открытом доступе на специальном сайте, а также доступен в сервисе Advanced Cooperative Arctic Data and Information Service (ACADIS). Сервис является совместным проектом Национального Центра Снега и Льда (NSIDC) в США, Корпорации Университетов по атмосферным исследованиям (UCAR) и Национального центра США по Атмосферным исследованиям (NCAR).
Программа Циркумполярного мониторинга деятельного слоя (CALM) была изначально связана с проектом International Tundra Experiment (ITEX) в 1991 г. В разные годы ответственными организациями за исполнение программы были Университет Рутгерса (1991—1994), Государственный университет Нью-Йорка (1994—1997), Университет Цинциннати (1998—2003) и Университет Делавер (2003—2009). На данный момент программа базируется в Университете Джорджа Вашингтона. Финансовая поддержка программы осуществляется из средств Национального научного фонда США. Массив данных мониторинга также находится в открытом доступе на специальном сайте программы и на сайте Национального Центра Снега и Льда (NSIDC).

## Структура управления сетью

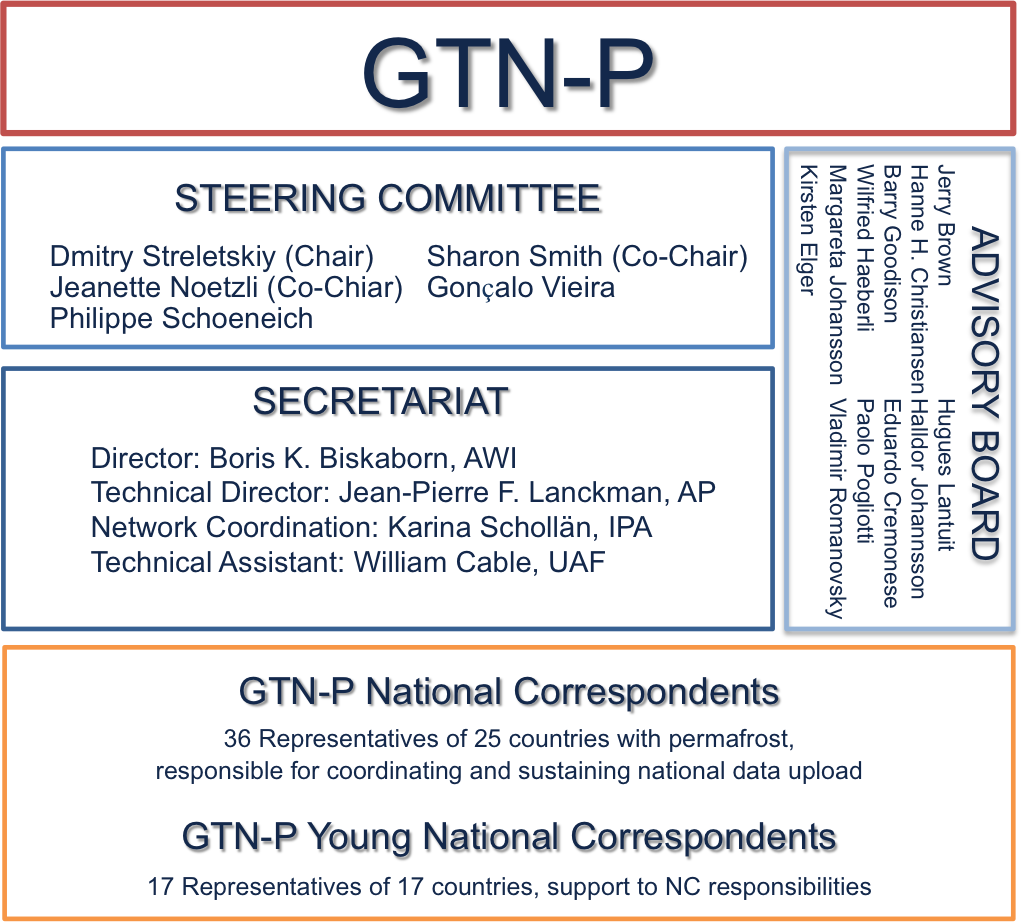
Структура управления программой GTN-P

Управление Сетью глобального мониторинга криолитозоны GTN-P нацелено на координацию, поддержку и продвижение инициатив Международной ассоциации мерзлотоведения и Всемирной системы наблюдений за климатом в мониторинге термического состояния многолетнемёрзлых пород, которое сейчас включает измерение глубины сезонного протаивания почвы и температуры грунтов во всех регионах криолитозоны на Земле. Управление GTN-P представлено широким спектром учёных, вовлечённых в непосредственные наблюдения за мерзлотой и специалистов по обработке получаемой информации.
Руководящий совет GTN-P состоит из Комитета управления, Консультативного совета и секретариата.

### Комитет управления
• является главным управляющим звеном в GTN-P;
• состоит из не более чем 6 членов, совместно избираемых ведущими представителями GCOS, МАМ и других структур GTN-P, а также членами научного сообщества;
• предполагает выборность членов комитета каждые 4 года;
• отслеживает состояние мониторинга криолитозоны и отчитывается перед патронажными организациями GCOS и МАМ, а также грантодателями.

### Консультативный совет
Консультативный совет является структурой, проводящей внутреннюю экспертизу руководства сетью GTN-P, а также дающая рекомендации по стратегическому развитию программы мониторинга.
Представители совета избираются комитетом управления, руководством МАМ и секретариатом GTN-P. Консультативный совет разрабатывает рекомендации для идей GTN-P, GCOS и МАМ касательно существующей практики и возможных нововведений в мониторинг многолетнемёрзлых пород, а также предоставления массивов данных широкой научной общественности, а также периодически (раз в 4 года) проводит оценку деятельности комитета управления и секретариата GTN-P.

### Секретариат
• является исполнительной структурой, обеспечивающей текущую деятельность GTN-P;
• избирается комитетом управления каждые 4 года;
• является ответственным за связь и взаимодействие с другими организациями, периодическую отчётность деятельности программы, издание результатов, а также финансовую деятельность, в том числе привлечение денежных средств;
• является ответственным за управление данными, включая интеграцию, стандартизацию, контроль качества, архивацию и публикацию данных GTN-P;
• координирует взаимодействие с покровительствующими организациями МАМ и GCOS;
• поддерживает существующую базу данных GTN-P и систему управления данными;
• взаимодействует с национальными представителями сети для получения, загрузки и контроля качества данных сегментов TSP и CALM в базу данных GTN-P;
• ежегодно отчитывается перед комитетом управления и консультативным советом о состоянии базы данных GTN-P и выпускает регулярные отчёты о деятельности программы и публикует стратегию её дальнейшего развития.

### Национальные представители
• избираются из претендентов, представленных национальными представителями МАМ;
• способствуют реализации стратегии развития GTN-P в своей стране;
• ответственны за стимулирование и координацию сбора данных, контроля качества и личную отчётность учёных, предоставляющих данные;
• поддерживают взаимосвязь с соответствующими институтами и финансовыми ведомствами в своей стране, а также своими национальными представителями МАМ.